# S.G. Gallaratese A.S.D.
Società Ginnastica Gallaratese Associazione Sportiva Dilettantistica là một câu lạc bộ bóng đá Ý đến từ Gallarate (Varese), Lombardy.

## Lịch sử

### SG Gallaratese
Câu lạc bộ được thành lập vào năm 1876 với tên SG Gallaratese (Società Ginnastica Gallaratese, Phòng tập thể dục của Gallarate). Bộ phận bóng đá đã được khai trương vào năm 1909 và trải qua 2 mùa giải ở Serie B (1946-47 và 1947-48), cộng với mùa giải Serie B Alta Italia 1945-46.
Năm 1995, đội bóng chuyển đến Busto Arsizio và đổi tên thành Pro Patria Gallaratese GB, thay thế câu lạc bộ địa phương Pro Patria, đang đối mặt với vấn đề tài chính.

### Socà Ginnastica Gallaratese ASD
Câu lạc bộ đã được thành lập lại vào năm 1998 với tên là Socà Ginnastica Gallaratese Associazione Sportiva Dilettantistica thi đấu ở Terza Cargetoria.
Vào cuối mùa giải 2009-10 Promozione, Gallaratese đã mua bản quyền thể thao của câu lạc bộ mới được thăng hạng Câu lạc bộ bóng đá Saronno 1910 (có trụ sở tại Saronno gần đó) để chơi ở Serie D.
Trong mùa 2011/2012 Serie D với ông Battaglia Giancarlo là hủ tịch xã hội và giám đốc điều hành là ông Marotta Salvatore, và phó chủ tịch của công ty ông Vedani the figlio là cựu chủ tịch (ông.Vedani Orazio). Cuối mùa 2012/2013 một đội bóng mới được thành lập. 
```
NGÀY 01/07/2012 
```

Thay vào đó, một đội bóng khác bắt đầu từ Campionato Promozione NgànhRonaldo với cái tên mới và một số dòng chữ mới FIGC (CRL-Milano).

## Màu sắc và huy hiệu
Màu sắc của đội là trắng và xanh.

## liên kết ngoài
- Trang web thông tin nhóm
- Trang web đội hình hiện tại Lưu trữ ngày 4 tháng 3 năm 2016 tại Wayback Machine